# Жоель Робюшон
Жоель Робюшон (фр. Joël Robuchon; 1945-2018) — французький кухар та ресторатор. Володар трьох мішленівських зірок.

## Біографія
Жоель Робюшон народився 7 квітня 1945 року в місті Пуатьє на заході Франції в родині муляра. У сім'ї було четверо дітей. Під час навчання в семінарії громади Шатійон-сюр-Сен у департаменті Де-Севр він допомагав на кухні черницям. Згодом закінчив професійні кулінарні курси. У віці 15 років почав працювати помічником кухаря на кухні готелю Relais Poitiers в Пуатьє, де відповідав за виготовлення кондитерських виробів. Потім працював сушефом у різних ресторанах Франції.
У 1974 році став шеф-кухарем ресторану в паризькому готелі «Concorde Lafayette», де під його керівництвом працювали 90 кухарів. Через два роки за свою майстерність в кулінарному мистецтві Робюшона удостоївся нагороди «Найкращий працівник Франції». У 1978 році став шеф-кухарем в «Les Celebrites» в готелі Nikko в Парижі.
У 1981 році Робюшон відкрив в столиці Франції свій перший ресторан - «Jamin». У 1984 році він став наймолодшим шеф-кухарем, який отримав найвищу оцінку в світі гастрономії - три зірки Michelin. У 1989 році він почав співпрацю з японською групою компаній Sapporo і в тому ж році відкрив ресторан «Chateau Tailleve-Robuchon» в Токіо. У 1990 року відомий французький ресторанний довідник «Gault Millau» назвав Робюшона "Шеф-кухарем століття". Серед його учнів були знамениті кухарі сучасності Гордон Рамзі, Ерік Ріперт і Майкл Кейн.
Жоель Робюшон любив подорожі і часто відвідував Японію і Іспанію. У цих країнах суші-бари і тапас-бари, в яких відбувається живе спілкування, надихнули його на експеримент. Робюшон розробив оригінальну концепцію ресторану - «L'Atelier de Joel Robuchon», в якій весь процес приготування відбувається на очах у гостей (за аналогією з японськими ресторанами). Перші такі ресторани він відкрив у 2003 році в Парижі і Токіо. Пізніше вони з'явилися в різних містах світу - в Макао (2001), Монако (2004), Лас-Вегасі (2005), Нью-Йорку (2006), Лондоні (2006), Гонконгу (2006), Тайбеї (2009), Сінгапурі ( 2011), Монреалі (2016).
У 1995 році Робюшон відійшов від роботи шеф-кухаря, щоб зосередитися на популяризації своїх знань і навичок. У 1996 році він разом з продюсером Гі Жобом запустив кулінарне шоу «Cuisinez comme un grand chef» (Готуйте як шеф-кухар) на каналі TF1. У 2000-2009 роки воно виходило на каналі France3 під назвою «Bon Appetit Bien Sur». Щотижня на програму запрошувався один з кухарів, і разом вони демонстрували як приготувати з того чи іншого рецепту, давали поради і показували прийоми, які робили високу кухню більш доступною. З вересня 2011 року Робюшон вів нове телешоу «Planete Gourmande», в якому ділився своїми рекомендаціями і цікавими рецептами. У 2002 році Робюшон відкрив французький супутниковий телеканал Gourmet TV.
Жоель Робюшон видав декілька книг з кулінарії — «Simply French» (1991), «Best of Robuchon» (2009), «La cuisine de Robuchon par Sophie» (2011), «Food and life, le gout de la vie» (2014), також він був автором щотижневих кулінарних колонок для газети «Le Figaro» і журналу «Sunday».  Він також очолював комітет, який брав участь у створенні книги «Гастрономічна енциклопедія Ларусс» (Larousse Gastronomique).
Жоель Робюшона помер від раку 6 серпня 2018 року, через рік після лікування пухлини підшлункової залози. Йому було 73 роки.

### Вшанування
Жоель Робюшон удостоєний безлічі нагород, серед яких Національна премія і золота медаль Французької академії кулінарного мистецтва (1972), звання "Найкращий працівник Франції в галузі кулінарії" (1976), орден Почесного легіону (офіцер, 2003). З 1998 року перебував в раді ордена "За заслуги в галузі сільського господарства", також входив до складу Французької академії кулінарного мистецтва.
Очолювані Робюшоном ресторани отримали в цілому 32 зірки Michelin - більше ніж у будь-якого з інших кухарів в світі.
Жоель був масоном Великої національної ложі Франції, але він стверджував, що це не вплинуло на його кар'єру.